# 1918年12月1日站
1918年12月1日站（羅馬尼亞語：1 Decembrie 1918）是羅馬尼亞布加勒斯特地鐵3號線的一座地鐵車站，於2008年11月20日啟用。
站名取自於所在地1918年12月1日大道，1918年12月1日即羅馬尼亞國家統一日。